# Нацудзукі
«Нацудзукі» (Natsuzuki, яп. 春月) — ескадрений міноносець Імперського флоту Японії типу «Акідзукі» (підтип «Фуюцукі»), який брав участь у Другій світовій війні.

## Історія створення
Корабель був закладений 1 травня 1944 року на верфі ВМФ у Сасебо. Спущений на воду 2 грудня 1944 року, став до ладу 8 квітня 1945 року.

## Історія служби
За весь час після завершення «Нацудзукі» не полишав вод Японського архіпелагу, при цьому з 25 травня 1945-го він належав до 41-ї дивізії ескадрених міноносців.
16 червня 1945-го корабель підірвався на міні та зазнав серйозних пошкоджень, після чого проходив ремонт у Сасебо (обернене до Східнокитайського моря узбережжя Кюсю). Станом на серпень «Нацудзукі» перебував у порту Моджі, де й застав капітуляцію Японії.
У жовтні 1945-го «Нацудзукі» виключений зі списків ВМФ та призначений для участі в репатріації японців (по завершенні війни з окупованих територій на Японські острови вивезли кілька мільйонів військовослужбовців та цивільних японської національності).
25 серпня 1947-го корабель передали Великій Британії, а наступного року він пішов на злам.